# Ayanis
Ayanis was een koninklijke burcht die in 651 v.C. werd gebouwd in opdracht van koning Rusa II van Urartu. Deze burcht ligt in de provincie Van (Turkije).
In de burcht werd een Urartisch tempelcomplex opgegraven. De tempel bestond uit een vierkanten cella van vijf bij vijf meter met zeer dikke muren en versterkte hoeken. Deze muren waren versierd en droegen een koninklijk opschrift in spijkerschrift. Deze cella stond in een vierkanten plein omgeven met zuilen. Het is nog niet duidelijk of deze Urartische tempel een schilddak zonder frontons had, zoals de tempel van Haldi in Musasir, of een torendak zoals de vuurtorens van de Achaemenidische Perzen.